# Zelotes aiken
Espèce
Zelotes aiken est une espèce d'araignées aranéomorphes de la famille des Gnaphosidae.

## Distribution
Cette espèce est endémique des États-Unis.  Elle se rencontre au Texas, en Oklahoma, en Arkansas, au Missouri et en Caroline du Sud.

## Description
Les mâles mesurent 4,41 mm en moyenne et les femelles 5,35 mm.

## Étymologie
Son nom d'espèce lui a été donné en référence au lieu de sa découverte, le comté d'Aiken.

## Publication originale
- Platnick & Shadab, 1983 : A revision of the American spiders of the genus Zelotes (Araneae, Gnaphosidae). Bulletin of the American Museum of Natural History, no 174, p. 97-192 (texte intégral).